# Tofiq Quliyev

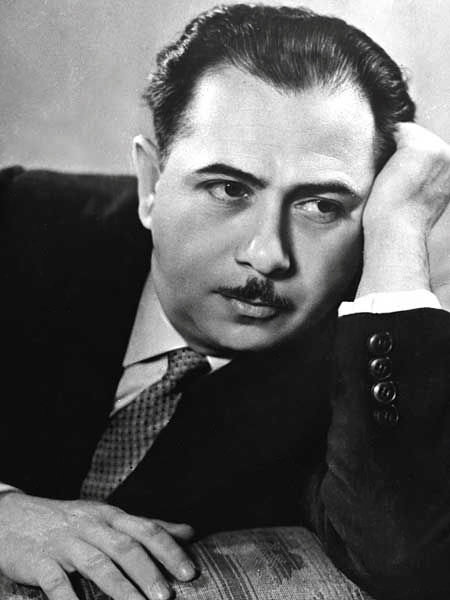
Tofiq Quliyev

Tofiq Ələkbər oğlu Quliyev (russisch Тофик Алекпер оглы Кулиев; * 7. November 1917 in Baku; † 4. Oktober 2000 ebenda, Aserbaidschan) war ein aserbaidschanischer Pianist, Komponist, Musikpädagoge und Musikfunktionär.

## Leben

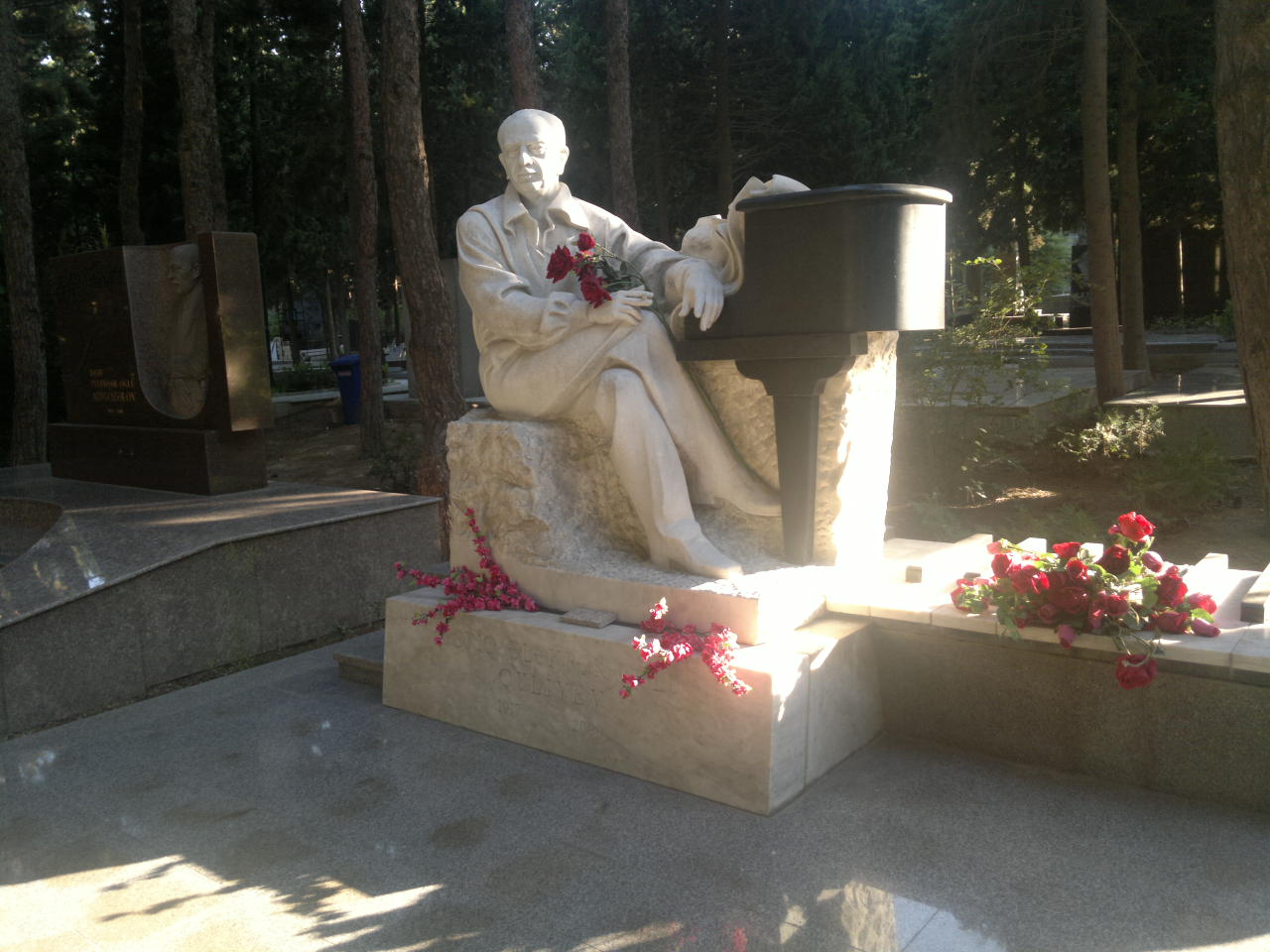
Ehrengrab auf dem Fəxri Xiyaban in Baku

Tofiq Quliyev und seine Geschwister erhielten schon in ihrer Kindheit eine musikalische Erziehung. Er wurde am Klavier unterrichtet und begann 1929 mit 12 Jahren einen Vorbereitungskurs für das Konservatorium in Baku. 1934 wurde er dann am Konservatorium aufgenommen, das er 1936 absolvierte. Er wurde von Asaf Zeynalli in Musiktheorie und auch Komposition unterrichtet. Dieser empfahl ihm, Gedichte Mirzə Ələkbər Sabirs (1862–1911) zu vertonen, und so entstand das Lied Ushaq ve buz [Kind und Eis]. 1935 noch während des Studiums begann er am Azərbaycan Dövlət Dram Teatrında [Staatliches Aserbaidschanisches Dramatheater] in Baku zu dirigieren. 1936 wurde er wie andere aserbaidschanische Musiker wie Qara Qarayev und Knyaz Hacıbəyov auf Empfehlung Üzeyir Hacıbəyovs nach Moskau geschickt, um am Tschaikowski-Konservatorium seine musikalische Ausbildung fortzusetzen. Hier wurde er in die Klavierklasse von Heinrich Neuhaus aufgenommen, der zu der Zeit auch Swjatoslaw Richter und Emil Gilels angehörten. Zu Beginn des Aufenthalts in Moskau, mit einem Stipendium versehen, das aber alsbald gestrichen wurde, konnte er seinen Lebensunterhalt mit seinen Fertigkeiten als Pianist bestreiten. So trat er in einem Orchester im Hotel National auf, wo er von Alexander Naumowitsch Zfasman entdeckt wurde. Dieser engagierte ihn für sein Jazzorchester. Mit dieser Erfahrung gründete er 1941 nach seiner Rückkehr nach Baku im Jahr 1939 gemeinsam mit Niyazi Hacıbəyov das erste Aserbaidschanische Jazzorchester  und wurde dessen erster künstlerischer Leiter. Das erste Konzert fand im Sommer 1941 im Sommersaal der Philharmonie statt. Nach Eintritt der Sowjetunion in den Zweiten Weltkrieg wurde das Orchester in die Rote Armee eingegliedert und zur Truppenbetreuung an der Front und in Militärkrankenhäusern eingesetzt. Quliyev arbeitete mit dem Trompeter Eddie Rosner, dem Leiter des sowjetischen Staatsjazzorchesters zusammen und schrieb Arrangements für ihn. Nach dem Krieg arbeitete er für diverse Theater und begann Filmmusik zu schreiben. Auch als Dirigent trat er zu dieser Zeit in Erscheinung.  1948 kehrte er nach Moskau zurück, um sein Studium am Konservatorium fortzusetzen. 1951 begann er dort ein Aufbaustudium. Zu dieser Zeit war er schon ein bekannter Komponist und Pianist. 1954 begann er selbst, am Staatlichen aserbaidschanischen Konservatorium in Baku zu unterrichten. 1958 wurde er künstlerischer Leiter der Aserbaidschanischen Philharmonischen Gesellschaft. Er war über dreißig Jahre im Azərbaycan Bəstəkarlar İttifaqı (Verband der aserbaidschanischen Komponisten) in leitenden Funktionen aktiv und ab 1990  Vorsitzender des Verbandes. 1958 erhielt er den Ehrentitel Verdienter Künstler der Aserbaidschanischen SSR und 1964 den Ehrentitel Volkskünstler der Aserbaidschanischen SSR. Er war Preisträger des Staatspreises der Aserbaidschanischen SSR. Er war Träger des Ordens des Roten Banners der Arbeit und des Ehrenzeichens der Sowjetunion, und die Auszeichnung als Ehrendoktor der Khazar University. Am 7. November 1997 erhielt er den İstiqlal-Orden verliehen.

## Werke (Auswahl)
Tofiq Quliyev schrieb über fünfzig populär gewordene Lieder. Er arbeitete mit bekannten Dichtern wie Səməd Vurğun und Rəsul Rza (1910–1981) zusammen. Bekannte aserbaidschanische Sänger wie Rəşid Behbudov und Şövkət Ələkbərova (1922–1993) interpretierten diese über die Grenzen Aserbaidschans hinaus. Bei den 6. Weltfestspiele der Jugend und Studenten 1957 in Moskau wurde das Lied Sene de qalmaz von Rəşid Behbudov aufgeführt und wurde dadurch sehr populär in der Sowjetunion der damaligen Zeit. Des Weiteren schrieb er die Musik zu über zwanzig Filmen, vier Operetten und Klaviermusik.

## Einspielungen
- Песни [Lieder], 1977, veröffentlicht beim sowjetischen Label Melodija
- Gaytagi. Tanz für Klavier und Orchester, eingespielt vom Pianisten Fərhad Bədəlbəyli (* 1947) mit dem Royal Philharmonic Orchestra unter der Leitung von Dimitri Jablonski (* 1962), beim Label Naxos 2011 veröffentlicht auf der CD Azerbaijani Piano Concertos [Aserbaidschanische Klavierkonzerte]

- Violinkonzert a-moll, eingespielt vom Geiger Mark Lubotsky und dem Grossen Sinfonieorchester des Allunionsradios und des zentralen Fernsehens unter der Leitung von Juri Chatujewitsch Temirkanow, veröffentlicht 1994 beim russischen Label Russian Disc
- Ürək Mahnıları [Herzenslieder], eingespielt von den Sängern Rashid Behbudov und Şövkət Ələkbərova und anderen Interpreten, 1998 veröffentlicht beim Label Azerbaijan International